# Clifford Berry
Pour les articles homonymes, voir Berry (homonymie).
Clifford Edward Berry, né le 19 avril 1918 à Gladbrook aux États-Unis, et mort le 30 octobre 1963 à New York, aida John Vincent Atanasoff à concevoir le premier ordinateur en 1937, le Atanasoff-Berry Computer (ABC).